# Kohala (Sõmeru)
Kohala – wieś w Estonii, w prowincji Virumaa Zachodnia, w gminie Sõmeru.